# Околона (Міссісіпі)
Околона (англ. Okolona) — місто (англ. city) в США, в окрузі Чикасо штату Міссісіпі. Населення — 2513 особи (2020).

## Географія
Околона розташована за координатами 34°0′21″ пн. ш. 88°45′3″ зх. д. / 34.00583° пн. ш. 88.75083° зх. д. (34.005870, -88.750809).  За даними Бюро перепису населення США в 2010 році місто мало площу 17,26 км², з яких 17,21 км² — суходіл та 0,04 км² — водойми. В 2017 році площа становила 18,63 км², з яких 18,59 км² — суходіл та 0,04 км² — водойми.

## Демографія
Згідно з переписом 2010 року, у місті мешкали 2692 особи в 1081 домогосподарстві у складі 676 родин. Густота населення становила 156 осіб/км².  Було 1222 помешкання (71/км²).
Расовий склад населення:
| - 70,0 % — чорних або афроамериканців - 27,9 % — білих - 0,1 % — азіатів |

До двох чи більше рас належало 1,1 %. Частка іспаномовних становила 1,3 % від усіх жителів.
За віковим діапазоном населення розподілялося таким чином: 25,6 % — особи молодші 18 років, 58,8 % — особи у віці 18—64 років, 15,6 % — особи у віці 65 років та старші. Медіана віку мешканця становила 37,3 року. На 100 осіб жіночої статі у місті припадало 79,0 чоловіків;  на 100 жінок у віці від 18 років та старших — 73,3 чоловіків також старших 18 років.
Середній дохід на одне домашнє господарство  становив 33 418 доларів США (медіана — 21 071), а середній дохід на одну сім'ю — 36 546 доларів (медіана — 26 786). За межею бідності перебувало 31,5 % осіб, у тому числі 54,4 % дітей у віці до 18 років та 10,1 % осіб у віці 65 років та старших.
Цивільне працевлаштоване населення становило 851 осіб. Основні галузі зайнятості: виробництво — 41,0 %, освіта, охорона здоров'я та соціальна допомога — 18,4 %, роздрібна торгівля — 14,0 %.